# Urraca Kastilská (navarrská královna)
Urraca Alfonso (1133, Peḷḷuno – asi 1179, Palencia), známá také jako Urraca Asturčanka (astursky: l'Asturiana; španělsky: la Asturiana), byla nemanželská dcera Alfonse VII. Leónského a navarrská královna sňatkem s Garcíou Ramírezem. Poté, co ovdověla, se vrátila do své vlasti a v letech 1153 až 1165 byla asturskou regentkou. Urraca byla zapojena do povstání proti svému nevlastnímu bratrovi, králi Ferdinandu II. Leónskému a se svým druhým manželem Álvarem Rodríguezem de Castro se pokusili zajistit nezávislost Asturie.

## Mládí a rodina
Urraca, nemanželská dcera krále Alfonse VII. a jeho milenky Gontrodo Pérez, se narodila roku 1133 v Pelúganu, rok poté, co její rodiče měli vztah, když byl král ještě ženatý s Berenguelou Barcelonskou a současně s povstáním hraběte Gonzala Peláeze a rok před narozením legitimního dědice Sancha, narozeného roku 1134. Její prarodiče z matčiny strany byli členy nejvyšších řad asturské šlechty, její dědeček z matčiny strany, Pedro Díaz de Valle, byl potomkem několika hrabat a jeho manželka María Ordóñez, byla přímý potomek infanta Ordoña Ramíreze a jeho manželky Cristiny Bermúdez. Její matka Gontrodo se s Alfonsem rozešla a vstoupila do kláštera rok po Urračině narození. Urraca tak byla vychovávána u dvora svou tetou z otcovy strany, infantkou Sanchou Raimúndez.

## Navarrská a artajonská královna
Urraca se poprvé provdala v Leónu dne 24. června 1144 za Garcíu Ramíreze Navarrského. Pro Garciu to bylo druhé manželství, protože jeho první problémové manželství s Markétou z Aigle skončilo její smrtí pouhý měsíc před jeho druhým sňatkem s Urracou, který byl uspořádán proto, aby posílil Garcíův vztah s jeho vládcem, Urračiným otcem. Pár byl oddán pouze šest let před Garcíovou smrtí dne 21. listopadu 1150. Garcíovým nástupcem byl jeho syn s Markétou z Aigle, Sancho VI. Navarrský. Urračina nevlastní sestra Sancha si ho vzala a stala se po ní navarrskou královnou.
Od svatby s Garcíou Ramírezem až do odchodu do Asturie byla také vládnoucí královnou v Artajonském království, malém království v Navarrském království.

## Asturská regentka
Královna vdova Urraca se po smrti svého manžela Garcíi v roce 1150 vrátila do své vlasti, když ji otec poslal vládnout Asturii. V Oviedu se usadila v paláci Alfonse II. Asturského, který byl vedle Oviedské katedrály. Otec jí dal nějaký majetek, včetně panství Aller. Královna Urraca vládla Asturii od roku 1153 do roku 1165; po smrti svého otce v roce 1157 si udržela moc.
Někdy před rokem 1163 se znovu provdala za Álvara Rodrígueze de Castro, syna Rodriga Fernándeze de Castro a Ely Álvarez. Álvaro byl seigneurem Chantady a guvernérem Asturie v letech 1150 až 1171, Sarrie a věží Leónu, stejně jako alférez krále Ferdinanda II. a později jeho mayordomo mayor. Listina z kláštera San Vicente de Oviedo z roku 1163 je datována: Alvaro Roderici cum uxore sua regina Urraca Asturias imperante („Alvaro Rodríguez s manželkou Urracou vládnoucí Asturii“) a další listina z roku 1165 z kláštera San Salvador v Celoriu také zmiňuje, že královna Urraca vládla Asturii se svým manželem Álvarem.

Urraca a Álvaro byli zapojeni do povstání k zajištění nezávislosti Asturie, jak dokládá listina z kláštera Santa María de Otero de las Dueñas, která zmiňuje „...když královna doña Urraca a don Álvaro Roderici chtěli, aby král Ferdinand II. ztratil Asturie“. V prvních měsících roku 1164 poděkoval král Ferdinand II. biskupu z Ovieda za pomoc poskytnutou k potlačení povstání v Asturii.
Zdá se naprosto pravděpodobné, že vysoká hodnost a prestižní „kurikulum“ Urracy „la Asturiana“ krmilo separatistické touhy Asturie, která během 12. století obnovovala své regionální povědomí podnícené literární a administrativní prací biskupa Gutierra z Ovieda.
Toto období bylo výrazné jejich štědrostí vůči církvi v Asturii, které poskytli četné dary, zejména katedrále v Oviedu a také klášteru San Pelayo de Oviedo. Urraca spolupracovala se svou matkou na založení kláštera Santa María de la Vega na předměstí Ovieda, kde byla Gontrodo nakonec pohřbena v hrobce, jejíž náhrobek je v současnosti uchováván v Archeologickém muzeu Asturie.

## Smrt
Urraca zemřela v Palencii někdy po roce 1164, ale přesné datum její smrti není známo. Někteří kronikáři umístili její smrt na 26. října 1164, ale to je nemožné, protože se objevila se svým druhým manželem v roce 1165 v listině v klášteře San Salvador de Celorio a poté znovu 25. února 1178 v klášteře Santa María de Sandoval, když činila dar a požádala, aby tam byla pohřbena. Ačkoli jiné zdroje uvádějí její smrt v roce 1189, podle Anales toledanos zemřela v roce 1179. Nakonec byla pohřbena v kapli Santa María Magdalena v Palencijské katedrále. Důvodem mohla být skutečnost, že členové rodu Castro, jehož členem byl i její druhý manžel, ovládali několik míst, včetně města Palencia.

## Potomstvo
Z jejího prvního manželství s králem Garcíou Ramirézem se narodila:
- Sancha (1148–1176), provdaná poprvé za Gastona V. Béarnského a podruhé za Pedra Manrique de Lara, vikomta z Narbonne a pána z Moliny[1]

Z jejího druhého manželství s Álvarem Rodríguezem de Castro se narodil pouze jeden syn:
- Sancho Álvarez de Castro (asi 1164 – po 1196), který se objevuje 23. července 1196 v klášteře San Pelayo v Oviedu jako Dominante Asturias Sancius Alvari filius regina Urrace (vládnoucí Asturii Sancho Álvarez, syn královny Urracy[1][8]